# Igriés
Igriés es un municipio español en la Hoya de Huesca, provincia de Huesca, Aragón.

## Geografía
Integrado en la comarca de Hoya de Huesca, se sitúa a 11 kilómetros del centro de la capital provincial. El término municipal está atravesado por la autovía Mudéjar (A-23) y por carretera nacional N-330, entre los pK 576 y 581, además de por una carretera local que conecta con Banastas.
El relieve está definido por la llanura propia de la Hoya de Huesca y del valle del río Isuela, si bien la pendiente es ascendente hacia el norte, destacando el pico Santacoba (775 metros). La altitud oscila entre los 791 metros al norte y los 550 metros a orillas del río. El pueblo se alza a 599 metros sobre el nivel del mar.
| Noroeste: Nueno    | Norte: Nueno | Noreste: Huesca |
| Oeste: Nueno       |              | Este: Huesca    |
| Suroeste: Banastás | Sur: Huesca  | Sureste: Huesca |

## Historia
Primera mención:
Entre enero y febrero de 1104, en la concordia realizada por el Obispo de Huesca y el abad de Montearagón (Ubieto Arteta,Cartulario de Montearagón, n.º . 38)

## Administración y política
| Período   | Alcalde                    | Partido      |  |
| --------- | -------------------------- | ------------ |  |
| 1979-1983 | José Mairal Monclús        | UCD          |  |
| 1983-1987 | Antonio Lles Usieto        |              |  |
| 1987-1991 | Antonio Lles Usieto        |              |  |
| 1991-1995 | Mariano Monaj Villanua     |              |  |
| 1995-1999 | Inmaculada Oliván Lample   | PP de Aragón |  |
| 1999-2003 | Mariajose Ordás Arnal      | PP de Aragón |  |
| 2003-2007 | Constancio Calvo Sanmartín | PP de Aragón |  |
| 2007-2011 | Constancio Calvo Sanmartín | PAR          |  |
| 2011-2015 | Roque Adrada Guajardo      | PAR          |  |
| 2015-2017 | Roque Adrada Guajardo      | PAR          |  |
| 2017-2019 | Francisco López Redondo    | PAR          |  |
| 2019-2023 | José María Navarro Ena     | PAR          |  |
| 2023-2027 | José María Navarro Ena     | Tú Aragón    |  |

| Partido político    | Partido político                                   | 2003   | 2007   | 2011   | 2015   | 2019   | 2023   |
| Partido político    | Partido político                                   | Ediles | Ediles | Ediles | Ediles | Ediles | Ediles |
|                     | Partido Aragonés (PAR)                             | —      | 3      | 4      | 5      | 5      | —      |
|                     | Partido de los Socialistas de Aragón (PSOE-Aragón) | 3      | 2      | 2      | 1      | 1      | 2      |
|                     | Partido Popular de Aragón (PP)                     | 4      | 2      | 1      | 1      | 1      | 1      |
|                     | Tú Aragón                                          | —      | —      | —      | —      | —      | 4      |
| Total de concejales | Total de concejales                                | 7      | 7      | 7      | 7      | 7      | 7      |

## Demografía
Igriés cuenta con una población de 737 habitantes (INE 2024).
| Gráfica de evolución demográfica de Igriés entre 1842 y 2021 |
| |
| Población de derecho según los censos de población del INE Población de hecho según los censos de población del INEEntre el censo de 1857 y el anterior, crece el término del municipio porque incorpora a 225270 (Yequeda) |

## Monumentos

### Monumentos religiosos
- Iglesia parroquial de Nuestra Señora de la Esperanza (1950)
- Ermita románica de San Juan, (siglo XII)

### Monumentos civiles
- Campamento militar
- Azud de Igriés
- Molino de Igriés

## Cultura
- Asociación de vecinos y amigos de San Juan

## Deportes
- Pista polideportiva
- Aeromodelismo
- Senderismo
- Piscinas municipales
- Sendas Pinar de Igriés BTT, Enduro y XC (recorrido "Lentejas", "Barranco", "Santocoba").

## Fiestas
- Día 20 de enero en honor de San Fabián y San Sebastián
- Primer sábado de mayo en honor de Cillas
- Día 11 de mayo en honor de la Virgen del Olivar
- Día 24 de junio en honor de San Juan

## Ocio
Se realizan actividades de todo tipo en el club social:
- Gimnasia para ancianos
- Gimnasia para adultos
- Manualidades
- Música
- Expresión corporal
- Informática

En el ayuntamiento
- Biblioteca con ordenadores